# Каменев, Владимир Иванович
Владимир Иванович Каменев (род. 24 августа 1940, Москва) — советский хоккеист, нападающий, тренер.

## Биография
Воспитанник ЦСКА. В сезонах 1959/60 — 1960/61 провёл за клуб в чемпионате СССР четыре матча, забил два гола. С сезона 1960/61 играл за московский «Локомотив». Перед сезоном 1972/73 перешёл в ташкентский «Спартак» из второй лиги. Играл в клубе, переименованном в «Бинокор», ещё два сезона.
Окончил ВШТ. Работал тренером в «Бинокоре», «Локомотиве», Тольятти. В 1987—1990 годах — главный тренер юношеской сборной СССР 1972 г. р., которая в 1990 году стала серебряным призёром чемпионата Европы. В июле 1991 года был назначен главным тренером молодёжной сборной СССР. В 1998—2003 годах — тренер команды ЦСКА 1987 г. р..